# 蘆山県
蘆山県（ろざん-けん）は中華人民共和国四川省雅安市北東部に位置する県。

## 地理
県域は南北に細長く、標高差が大きい。県北端に海抜5634mの大雪峰がそびえ、南端の最低地点は海抜621mである。年平均気温摂氏15.2度、年間降水量1313.1mmで、四季の区別がはっきりした気候である。北部の霊鷲山は、1999年より四川省のジャイアントパンダ保護区のひとつ大雪峰風景名勝区に指定されている。
2013年4月20日午前8時2分（現地時間）、竜門郷内でマグニチュード7.0の大地震（中国四川地震 (2013年)）が発生した。

## 行政区画
- 鎮:蘆陽鎮、飛仙関鎮、双石鎮、太平鎮、大川鎮
- 郷:思延郷、竜門郷、宝盛郷

## 交通
道路
国道
- G351国道（中国語版）

省道
- 210省道

## 名所・旧跡・観光スポット
- 四川省のジャイアントパンダ保護区

7箇所の自然保護区と9箇所の風景名称区から構成されている。1993年に「黒水河自然保護区」（英称:Heishui River Nature Reserve）として、本県と成都市大邑県に跨る域内が自然保護区の一つとして指定されている。また、1999年には「霊鷲山-大雪峰風景名勝区」（英称:Mt. Lingzhen-Mt. Daxue Scenic Park）として風景名称区にも指定されている。

## 健康・医療・衛生
- 蘆山県人民医院
- 蘆山県婦幼保健站
- 蘆山県血吸虫病防治站
- 蘆山県大川中心衛生院